# Brodilovo
Brodilovo es un pueblo en el municipio de Tsarevo, en la Provincia de Burgas, en el sudeste de Bulgaria.
En 2015 tiene 284 habitantes.
Se ubica unos 10 km al sur de la capital municipal Tsarevo y 10 km al oeste de Ahtopol, en las montañas de Istranca.